# Кириленко, Сергей Анатольевич
Сергей Анатольевич Кириленко (род. 1969) — предприниматель, председатель правления Собинбанка.

## Биография
Родился в городе Фрунзе 24 июля 1969 года. Окончил факультет вычислительной математики и кибернетики МГУ (1991). После окончания университета устроился кассиром в один из пунктов обмена валюты (1992), которые в то время открывались повсеместно. Выпускник факультета ВМК МГУ быстро освоился в несложном бизнесе и вскоре стал совладельцем небольшой сети обменников.
Начальник отдела корпоративных отношений, начальник отдела банкнотных операций КБ «Индустрия-Сервис» (1993—1995). Заместитель директора территориального отделения банка «Национальный кредит».
В 1994 году Сергей Кириленко, Андрей Мельниченко и Александр Занадворов организовали торговую площадку для сделок с наличной валютой — «Объединенный валютный дом». Этот оптовый обменный пункт, работавший под вывеской МДМ-банка, ежедневно привлекал сотни столичных и провинциальных коммерсантов с коробками наличных денег. «Валютный дом» был закрыт (1995) из-за значительной потери денег в результате «чёрного вторника».
Сергей Кириленко с партнёрами получил контроль над проблемным Собинбанком (1995), где занимает должности: первого заместителя председателя правления (1995—1997), заместителя председателя правления (1997—2000), председателя правления (2000—2008). Партнёры, проработав вместе более пяти лет, к 2001 году помимо Собинбанка имели в собственности долю в торговом центре «Охотный Ряд», элитный жилой дом на Новом Арбате, управляющую компанию «Пифагор» и другие активы. Позднее Кириленко стал совладельцем группы «Русагро» своего приятеля Вадима Мошковича.
Устойчивость Собинбанка обеспечивалась широким кругом контактов руководителей банка, наработанным в период работы на валютном рынке (РКК «Энергия», «АЛРОСА», «Лукойл» и др.). В разное время среди владельцев «Собинбанка» числились МДМ-банк, СБС-Агро, Национальный резервный банк, РКК «Энергия», «АЛРОСА», «Лукойл» и др.
Собинбанк получил широкую известность из-за дела американского Bank of New York (1999), через который отмывались миллиарды долларов Состава преступления в действиях Собинбанка и его клиентов правоохранительные органы не нашли, и никаких санкций в его отношении не последовало. Банку удалось сохранить основной состав менеджеров и клиентов, но в результате данного кризиса не удалось сохранить партнерство основным собственникам. Кириленко продал свой пакет акций Собинбанка Газэнергопромбанку (2008).
Сергей Кириленко вошёл в число 300 самых богатых россиян (2006), как Председатель правления Собинбанка и владелец 19 % в группе «Русагро». Оценка состояния — 3,9 млрд руб.
Председатель правления «Русского ипотечного банка» (c 2009).
После продажи Собинбанка Сергей Кириленко участвовал как инвестор в различных бизнесах. Совладелец девелоперской группы компаний «Масштаб», которая занимается строительством города-спутника в Новой Москве. Продал свою долю в компании (2008), сохранив за собой крупный земельный актив на Калужском шоссе. Соучредитель сети «Кофемания», владелец 5 % акций и член совета директоров ритейлера «Модный континент».
В апреле 2021 г. был признан банкротом.